# Torredonjimeno (kommun)
Torredonjimeno är en kommun i Spanien.   Den ligger i provinsen Provincia de Jaén och regionen Andalusien, i den södra delen av landet, 290 km söder om huvudstaden Madrid. Antalet invånare är 14 126.